# Steve Antin
Pour les articles homonymes, voir Antin (homonymie).
Steve Antin est un acteur, producteur, réalisateur et scénariste américain, né le 19 avril 1958 à Portland, dans l'Oregon (États-Unis). Il est le frère de la chorégraphe Robin Antin.

## Filmographie

### Comme acteur
- 1982 : The Last American Virgin (en) de   Boaz Davidson (en) : Rick
- 1983 : Sweet Sixteen (ou Sweet 16) de Jim Sotos (en) : Hank Burke
- 1985 : Les Goonies de Richard Donner : Troy Perkins
- 1986 : Can a Guy Say No? (TV) : Scott
- 1987 : Penitentiary III de Jamaa Fanaka (en) : Roscoe
- 1988 : Les Accusés (The Accused) de Jonathan Kaplan : Bob Joiner
- 1989 : Vietnam War Story: The Last Days de David Burton Morris et Sandy Smolan (en) : Paulie / American Soldier (segments The Last Outpost et The Last Soldier)
- 1989 : Survival Quest de Don Coscarelli : Raider
- 1991 : Drive de Jefery Levy : The Passenger
- 1992 : Inside Monkey Zetterland (en) de Jefery Levy : Monkey Zetterland
- 1994 : S.F.W. de Jefery Levy : Dick Zetterland
- 1996 : Le Dernier Anniversaire (It's My Party) de Randal Kleiser : Zack Phillips
- 1997 : L'Amour de ma vie ('Til There Was You) de Scott Winant : Kevin
- 2003 : Bomba Latina (en) (Chasing Papi) de Linda Mendoza (en)

### Comme scénariste
- 1992 : Inside Monkey Zetterland (en)
- 1999 : Gloria
- 2010 : Burlesque

### Comme producteur
- 1992 : Inside Monkey Zetterland (en)
- 2000 : Young Americans (série TV)

### Comme réalisateur
- 2006 : La Prison de Verre 2 (Glass House : The Good Mother)
- 2010 : Burlesque